# 灰賊鷗
灰賊鷗，又名麥氏賊鷗、南極賊鷗，为賊鷗科賊鷗屬下的一个种。
灰賊鷗是一種大型海鳥。這種鳥的舊稱是麥氏賊鷗，以探險家和海軍外科醫生羅伯特·麥考密克（Robert McCormick）命名，他是首位收集模式標本的人。這個物種和其他大型賊鷗，例如大賊鷗，有時會被歸入一個單獨的屬Catharacta。

## 描述
灰賊鷗是一種大型鳥類（相比有時被歸入Catharacta的其他賊鷗，仍屬小型），體長約53 cm（21英寸）。成鳥的背部呈灰棕色，頭部和腹部則呈白色（淡型）或草棕色（中間型），頭部與身體之間的顏色對比明顯，因此在有良好視野的情況下容易與相似物種區分。幼鳥和成年的深色型較難與其近親區分，需要依賴一些更主觀或難以觀察的標準，如較冷的棕色羽毛和藍色的喙基部。

### 識別
區分這種賊鷗與北半球的短尾賊鷗、中賊鷗和長尾賊鷗相對簡單。這種鳥的體型較大，胸部厚實，並有明顯的白色翅膀閃光，即使在遠處也很有辨識度。其飛行方式直接且有力。然而，當需要區分這種賊鷗與北大西洋的近親大賊鷗以及其他南半球的大型賊鷗時，識別則變得更加複雜。在東北大西洋，任何南半球賊鷗的報告都很可能存在問題，而在西歐，灰賊鷗的記錄很少被接受。同樣的問題當然也發生在大賊鷗的異地報告上。

## 分佈與棲地

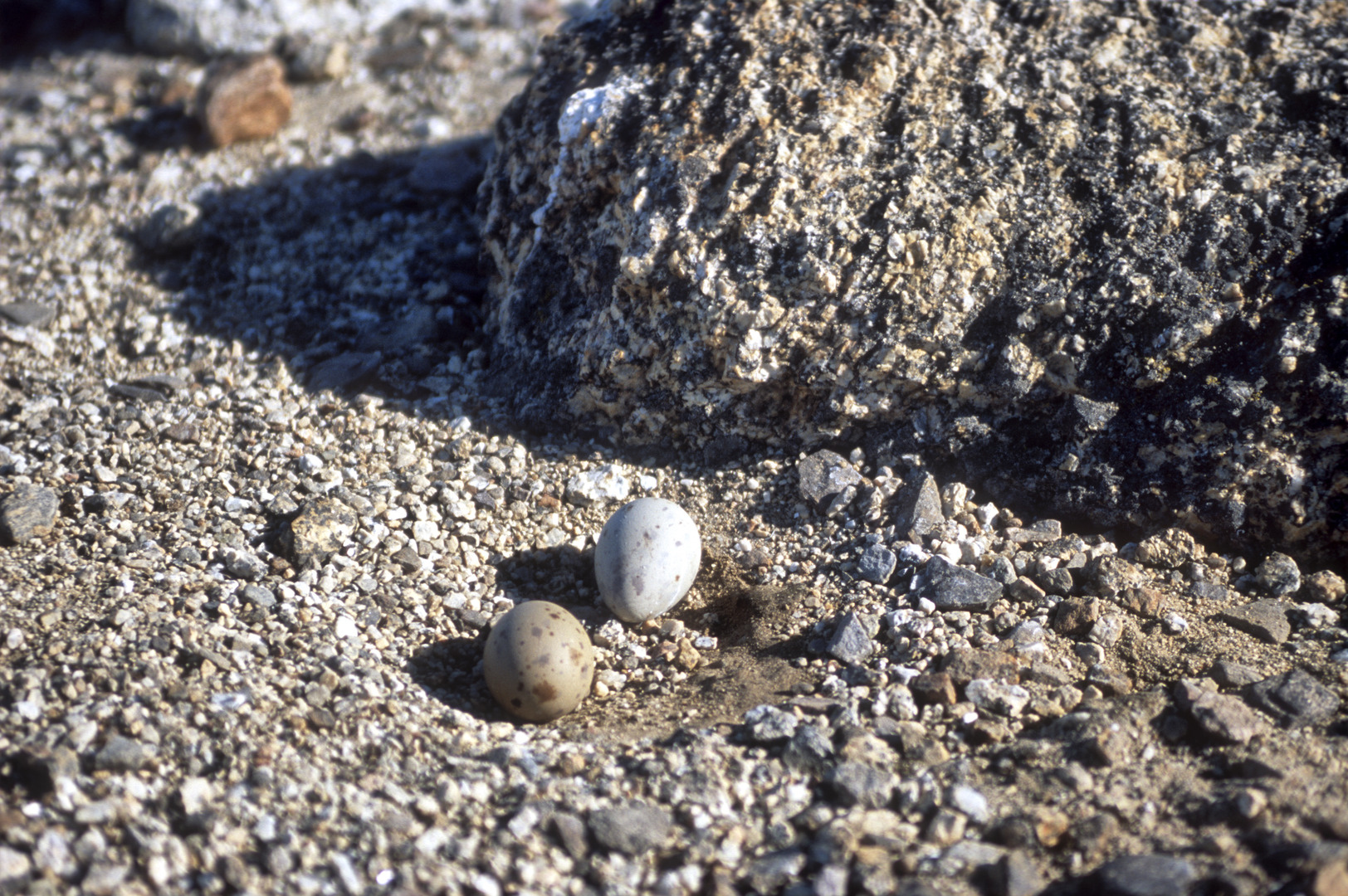
賊鷗蛋

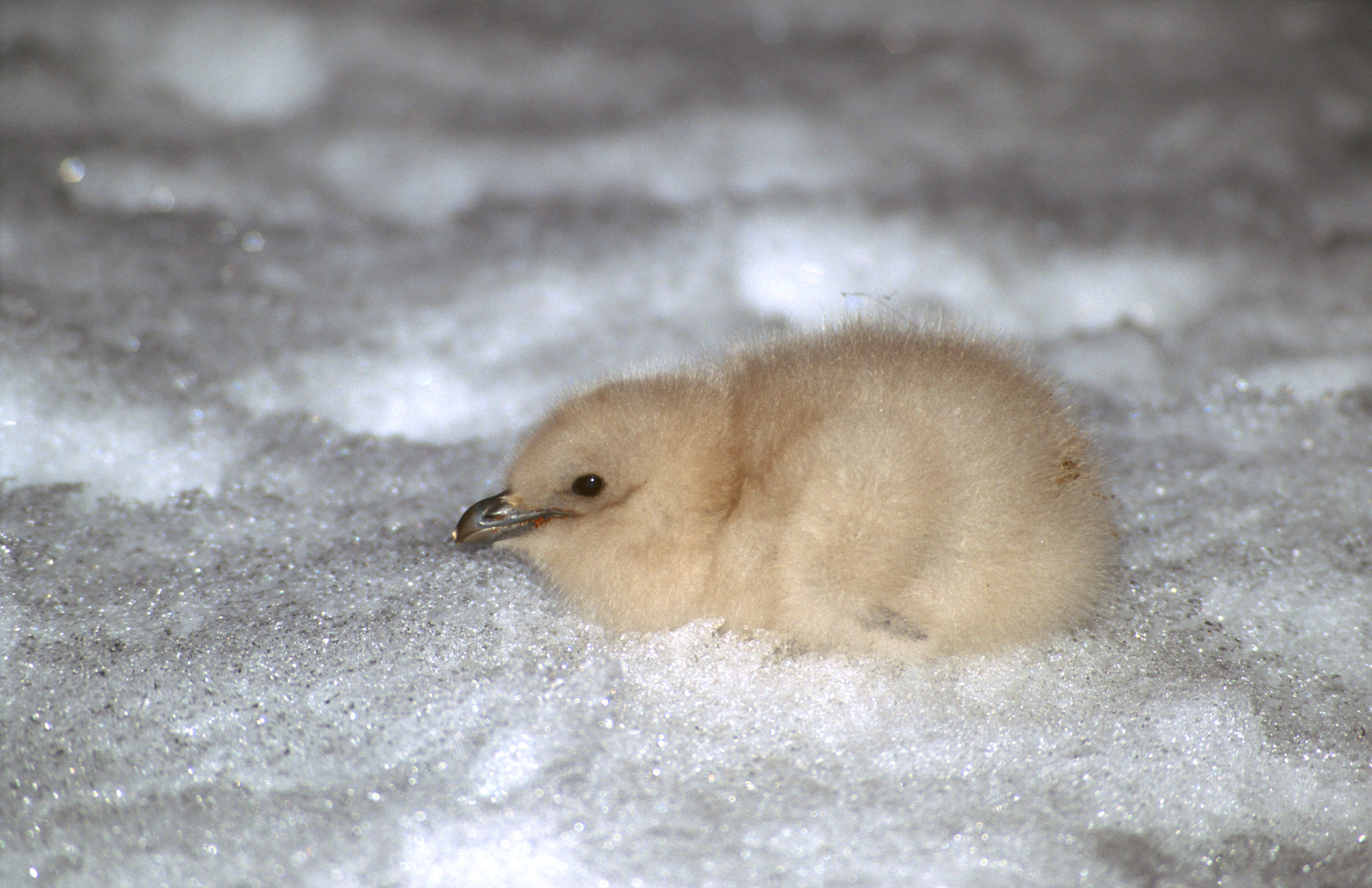
賊鷗雛鳥

這種鳥類在南極沿岸繁殖，通常在11月和12月間產下兩枚蛋。它是一種候鳥，在太平洋、印度洋和大西洋海域過冬。在東北大西洋，它被大賊鷗取代。灰賊鷗曾被目擊到達真正的地理南極。位於南極威廉群島彼得曼島的 Megalestris 山，以這種鳥的舊屬名命名。

## 行為
像其他賊鷗一樣，它會攻擊靠近其巢穴的人類或其他入侵者的頭部。

### 覓食
灰賊鷗主要以魚為食，經常通過搶奪海鷗、燕鷗甚至塘鵝的捕獲物來獲得食物。它也會捕食其他鳥類、兔子和腐肉。像大多數其他賊鷗物種一樣，它全年都保持這種掠奪性行為，在騷擾受害者時，表現出較少的靈活性和更多的蠻力，相比之下，比較小的賊鷗（即中賊鷗）更靈活。

## 扩展阅读
- 維基物種上的相關：灰賊鷗